# IBM 펠로
IBM 펠로(IBM Fellow)는 IBM의 CEO가 임명하는 IBM 내 직책이다. 일반적으로 매년 5월 또는 6월에 4명에서 9명(2014년에는 11명)의 IBM 펠로가 임명된다. Fellow는 IBM의 과학자, 엔지니어 또는 프로그래머가 달성할 수 있는 최고 영예이다.

## 개요

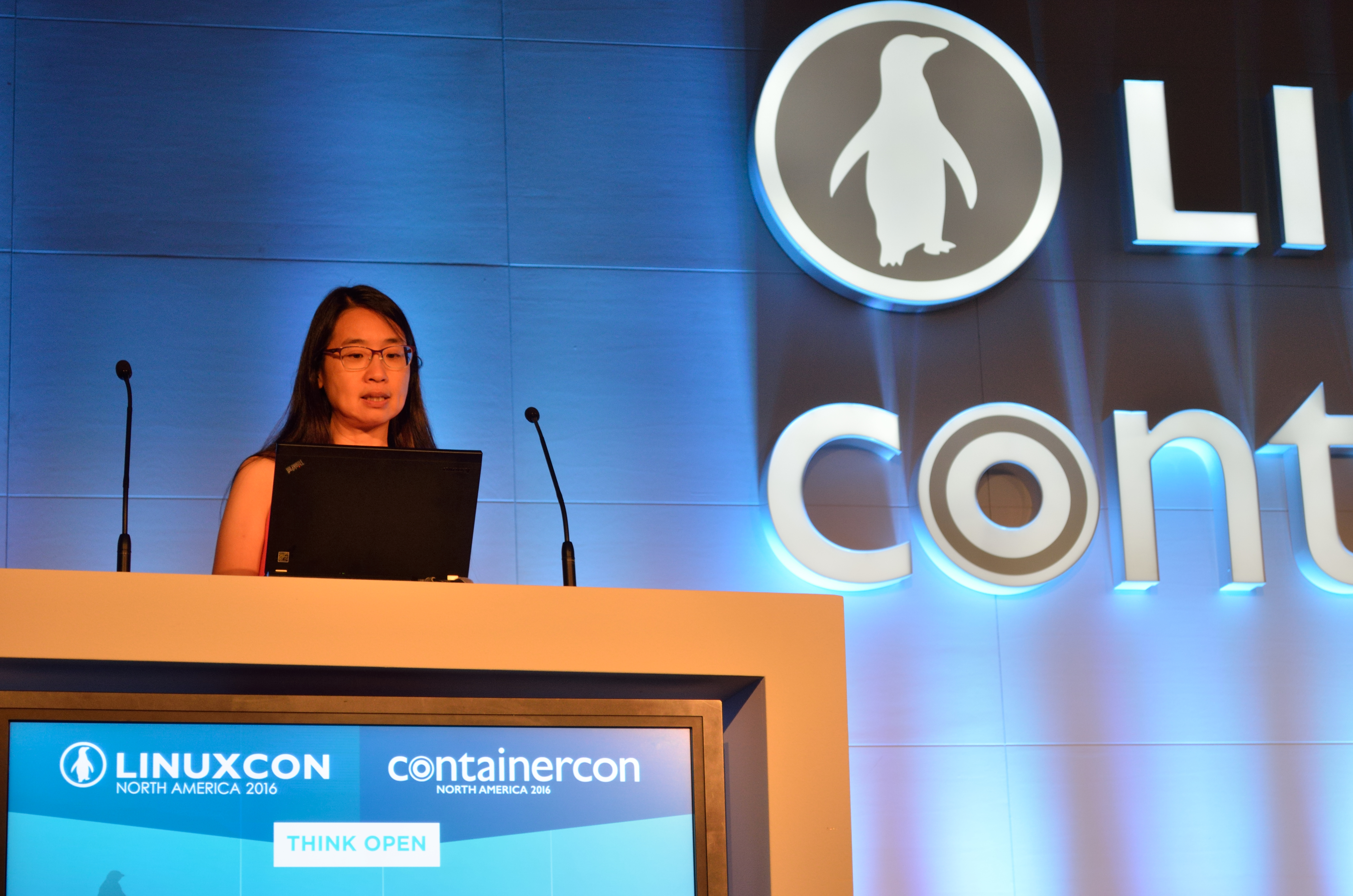
IBM 펠로 도나 딜렌베르거

IBM 펠로 프로그램은 1962년 토머스 J. 왓슨 주니어에 의해 회사 "가장 뛰어난" 기술 전문가들의 창의성을 촉진하기 위한 방법으로 설립되었으며, 엔지니어링, 프로그래밍, 서비스, 과학, 디자인 및 기술 분야에서 뛰어난 지속적인 기술적 성과와 리더십을 인정하여 수여된다. 첫 임명은 1963년에 이루어졌다.
임명 기준은 엄격하며 가장 중요한 기술적 성과만을 고려한다. 뛰어난 업적의 역사 외에도, 후보자는 지속적인 기여를 할 잠재력이 있는 것으로 간주되어야 한다. 프랜시스 E. 해밀턴은 IBM 650 개발 작업 등을 포함하여 1963년에 임명된 첫 IBM 펠로로 여겨진다. 1989년에는 프랜시스 E. 앨런이 첫 여성 IBM 펠로가 되었다.
IBM 펠로들은 자신의 전문 분야에서 프로젝트를 식별하고 추구할 광범위한 재량을 부여받는다.
2022년 4월 기준으로 총 331명의 IBM 직원이 IBM 펠로를 수상했으며, 그중 84명은 현재 IBM 직원으로 활동하고 있다. IBM 펠로들은 9,329개 이상의 특허와 수천 건의 정부 및 전문 표창을 받았으며, 5개의 노벨상과 5개의 튜링상을 수상했고, 과학 저널에 수많은 연구 결과를 발표했다.

## 목록
시간 순서대로, 2024년 기준:
- 프랜시스 E. 해밀턴 (1963)[2]
- 로널드 D. 닷지 (1963)[2]
- C.R. 도티, Sr. (1963)[2]
- 클라이드 J. 피치 (1963)[2]
- 존 배커스 (1963)
- 게눙 L. 클래퍼 (1963)
- 르웰린 H. 토머스 (1963)
- 랄프 L. 팔머 (1963)
- 랄프 E. 고모리 (1964)
- 로버트 헨리 (1964)
- 제임스 A. 바이덴하머 (1964)[2]
- 로렌스 A. 윌슨 (1964)[2]
- 조나스 E. 데이거 (1964)
- 진 암달 (1965)
- 레이놀드 B. 존슨 (1965)
- 스티븐 W. 던웰 (1966)[2]
- 조지 T. 저드슨 (1966)
- 제임스 M. 브라운로우 (1967)
- 조지 F. 데일리 (1967)
- 월리스 에커트 (1967)
- 에사키 레오나 (1967)
- 리처드 L. 가윈 (1967)
- 장 게르트만 (1967)
- 이본 C. 그레아니아스 (1967)
- 에드워드 J. 라벤다 (1967)
- 너새니얼 로체스터 (1967)
- 월터 부슬릭 (1968)[2]
- L.R. 하퍼 (1968)[5]
- 피터 서로킨 (1968)
- 리언 E. 팔머
- E. 앨런 브라운 (1969)[2]
- H.G. 콜스키 (1969)[5]
- 롤프 란다우어 (1969)
- 헤르만 골드스타인 (1969)[6]
- 제이콥 라이즈만 (1969)*- 디렉터리 참조
- 찰스 E. 오언 (1969)
- 바우터 반더컬크 (1969)
- D. 드위트 (1970)[5]
- 엔리코 클레멘티 (1970)
- 빅터 R. 위트 (1970)[2]
- 케네스 아이버슨 (1971)
- J. B. 건 (1971)
- 조셉 C. 로귀 (1971)
- 빌 보솔레이 (1972)[7]
- 존 코크 (1972)
- 슈무엘 위노그라드 (1972)
- 할란 밀스 (1973)[8]
- R.G. 브루어 (1973)[5]
- 로버트 A. 넬슨 (1973)
- 윌리엄 E. 하딩 (1973)
- 딘 이스트먼 (1974)
- 잭 하커 (1974)
- 브누아 망델브로 (1974)
- 찰스 F. 보르텍 (1974)
- 해롤드 플라이셔 (1974)
- 오토 G. 폴베르트 (1974)
- A.R. 헬러 (1975)[5]
- 앙리 뉘스바우머 (1975)
- 조셉 P. 폴레트코 (1975)
- 제임스 H. 포메린 (1976)
- 에드거 F. 코드 (1976)
- 하인츠 제마네크 (1976)
- 칼 A. 쿠에너 (1976)
- 도널드 K. 렉스 (1977)
- 토머스 H. 심슨 (1977)
- 앨릭 네빌 브로어스 (1977)[9]
- 앨런 J. 호프만 (1978)
- 로버트 데나드 (1979)
- 지크프리트 K. 비트만 (1979)
- 데이비드 E. 커즈너 (1979)
- 데이비드 A. 톰슨 (1980)
- 리처드 E. 블라헛 (1980)
- 조지 레이딘 (1980)[10]
- 로버트 E. 패티슨 (1980)
- 도널드 세라핌 (1981)[11]
- 에드워드 H. 수센구스 (1981)[11]
- 야누스 S. 빌친스키 (1981)[11]
- 카를 알렉산더 뮐러 (1982)
- 에드워드 B. 아이헬버거 (1982)
- 리처드 추 (1983)
- 앨런 파울러 (1983)
- 찰스 데니스 미 (1983)
- 베르너 쿨케 (1983)
- 제임스 P. 그레이 (1984)
- 앨런 L. 셔 (1984)
- 무위 (벤) 샤오 (1984)
- 라오 R. 투말라 (1984)
- 고트프리트 운거베크 (1984)
- 한스 파이퍼 (1985)
- 제리 우달 (1985)
- G. 글렌 헨리 (1985)
- C. 그랜트 윌슨 (1985)
- 게르트 비니히 (1986)
- 데일 L. 크리치로우 (1986)[12]
- 제임스 M. 캐슨 (1986)
- 하인리히 로러 (1986)
- 아르빈드 M. 파텔 (1986)[13][14]
- 루보미르 로만키우 (1986)
- 요하네스 게오르크 베드노르츠 (1987)
- 에드윈 R. 라세트레 (1987)
- 폴 E. 토타 (1987)
- 칼 헤르만 (1987)
- 닉 피펜저 (1987)
- 버나드 R. 에이켄 주니어 (1988)
- 마이클 하차키스 (1988)
- 제임스 L. 월시 (1988)
- 래리 루크스 (1989)
- 앨프레드 쿠타이아 (1989)
- 프랜시스 E. 앨런 (1989)
- 도널드 해들리 (1989)
- 러셀 랭 (1989)
- 마이클 F. 코울리샤우 (1990)
- J. 켄트 하워드 (1990)
- 엘리스 L. 존슨 (1990)
- 하워드 L. 칼터 (1990)
- 랜돌프 G. 스카버러 (1990)
- 마크 오슬랜더 (1991)
- 리처드 바움 (1991)
- 탁 닝 (1991)
- H. 베른하르트 포게 (1991)
- 폴 H. 바델 (1991)
- 버나드 메이어슨 (1992)
- 돈 아이글러 (1993)
- 피터 코기 (1993)
- 안토니 템플 (1993)
- 찰스 R. 호프만 (1993)
- 마틴 E. 홉킨스 (1993)
- 제임스 T. 브래디 (1993)
- 다이앤 포제프스키 (1994)
- 패트리샤 셀링거 (1994)
- 셀리아 이크-스크랜턴 (1994)
- 요한 그레슈너 (1994)
- 리처드 R. 오엘러 (1994)
- 찰스 H. 베넷 (1995)
- 마크 E. 딘 (1995)
- 마이클 D. 스완슨 (1995)
- 칭 H. 창 (1995)
- 브라이언 E. 클라크 (1996)
- 비잔 다바리 (1996)
- 제임스 리마르치크 (1996)
- 테드 셀커 (1996)
- 브루스 린지 (1996)
- 유타카 쓰카다 (1996)
- 라메시 아가르왈 (1997)
- 장 칼비냐크 (1997)
- C. 모한 (1997)
- 라메시 C. 아가르왈 (1997)
- 세자르 A. 곤잘레스 (1998)
- 스티븐 R. 헤츨러 (1998)
- 체창 첸 (1999)
- 이레네 그라이프 (1999)
- 알렉스 모로 (1999)
- 스튜어트 파킨 (1999)
- 하미드 피라헤시 (1999)
- 구루라지 S. 라오 (1999)
- 니콜라스 셸네스 (1999)
- 칼 J. 앤더슨 (2000)
- 조세핀 M. 쳉 (2000)
- H. 쿠마르 위크라마싱헤 (2000)
- 라비 K. 아리밀리 (2001)
- 도널드 F. 퍼거슨 (2001)
- 자이 M. 메논 (2001)
- 조안 L. 미첼 (2001)
- 아리마사 나이토 (2001)
- 제프리 M. 닉 (2001)
- 가밤 샤히디 (2001)
- 라케시 아그라왈 (2002)
- 마이클 H. 하르퉁 (2002)
- 제임스 A. 카흘레 (2002)
- 모리스 J. 퍼크스 (2002)
- 앤서니 A. 스토레이 (2002)
- 그래디 부치 (2003)
- 도널드 D. 챔버린 (2003)
- 조지 M. 갈람보스 (2003)
- 로드니 A. 스미스 (2003)
- 찰스 F. 웹 (2003)
- 파이돈 아부리스 (2004)[15]
- 커트 L. 코트너 (2004)[15]
- 데이비드 L. 하라메 (2004)[15]
- 오드리 A. 헬프리치 (2004)[15]
- 케빈 A. 스투들리 (2004)[15]
- 에반겔로스 S. 엘레프세리우 (2005)
- 래리 M. 에른스트 (2005)
- 에드 카한 (2005)
- 브래들리 D. 맥크레디 (2005)
- 윤 왕 (2005)
- 토머스 M. 브래디치 (2006)[16]
- 존 맥스웰 콘 (2006)[16]
- 젠나로 A. 쿠오모 (2006)[16]
- 다니엘 C. 에델스타인 (2006)[16]
- 앨런 가라 (2006)[16]
- 레이 해리샹카르 (2006)[16]
- 케리 L. 홀리 (2006)[16]
- 캐럴 A. 존스 (2006)[16]
- 브렌다 L. 디트리히 (2007)
- 데이비드 B. 린퀴스트 (2007)
- 마틴 P. 내일리 (2007)
- 에드워드 J. 세미나로 (2007)
- 마크 N. 웨그먼 (2007)
- 크리스 C. 윈터 (2007)
- 엠마누엘 크래베 (2008)
- 로버트 H. 하이 주니어 (2008)
- 이토 히로시 (2008)
- 수잔 L. 밀러-실비아 (2008)
- 데이비드 나하무 (2008)
- 프라탑 파트나이크 (2008)
- 토머스 L. 시버스 (2008)
- 모셰 야나이 (2008)
- 해리 M. 유덴프렌드 (2008)
- 니콜라스 M. 도노프리오 (2008)
- 아사카와 지에코 (2009)[17]
- 로라 M. 하스 (2009)[17]
- 마이클 A. 카치마르스키 (2009)[17]
- 훙 Q. 르 (2009)[17]
- 로저 R. 슈미트 (2009)[17]
- 마르틴-J. 세풀베다 (2009)[17]
- 사티아 P. 샤르마 (2009)[17]
- 팀 J. 빈센트 (2009)[17]
- 제임스 C. 콜슨 (2010)
- 제프리 A. 프레이 (2010)
- 앨프레드 그릴 (2010)
- 서브라마니안 이예르 (2010)
- 아난트 D. 진그란 (2010)
- 찰스 존슨 (2010)
- 데이비드 페루치 (2011)
- 레나토 레치오 (2011)
- 브래드포드 브룩스 (2011)
- 스티븐 W. 헌터 (2011)
- 나기 할림 (2011)
- 스테판 파페 (2011)
- 볼프강 로스너 (2011)
- 밥 블레이니 (2011)
- 루바 체르바코프 (2012)[18]
- 폴 코테우스 (2012)[18]
- 로널드 파긴 (2012)[18]
- 빈센트 쉬 (2012)[18]
- 제프 조나스 (2012)[18]
- 루치르 푸리 (2012)[18]
- 발라람 신하로이 (2012)[18]
- 닐 바틀렛 (2013)[19]
- 존 캐시 (2013)[19]
- 몬티 데노 (2013)[19]
- 제이슨 맥기 (2013)[19]
- 존 폰조 (2013)[19]
- 하이케 리엘 (2013)[19]
- 디네시 베르마 (2013)[19]
- 찬두 비스웨스와리아 (2013)[19]
- 샌디 버드 (2014)[20]
- 론다 차일드레스 (2014)[20]
- 알레산드로 쿠리오니 (2014)[20]
- 타마르 에일람 (2014)[20]
- 마이크 헤이독 (2014)[20]
- 나믹 흘레 (2014)[20]
- 다르멘드라 모다 (2014)[20]
- 알렉산드라 모이실로비치 (2014)[20]
- 크리슈나 라타콘다 (2014)[20]
- 시바쿠마르 바이티아나탄 (2014)[20]
- 앤디 월스 (2014)[20]
- 도나 딜렌베르거 (2015)[21]
- 치트라 도라이 (2015)[21]
- 마이클 팩터 (2015)[21]
- 스티브 필즈 (2015)[21]
- 미키 이크발 (2015)[21]
- 발라 라자라만 (2015)[21]
- 버니 쉬퍼 (2015)[21]
- 제임스 섹스턴 (2015)[21]
- 징 쉬르 (2015)[21]
- 존 스미스 (2015)[21]
- 맥 데빈 (2016)[22]
- 블레인 돌프 (2016)[22]
- 스테이시 조인즈 (2016)[22]
- 샹카르 칼야나 (2016)[22]
- 아담 코콜로스키 (2016)[22]
- 빌 코스텐코 (2016)[22]
- JR 라오 (2016)[22]
- 살림 루코스 (2016)[22]
- 아제이 로이유루 (2016)[22]
- 고시아 스테인더 (2016)[22]
- 탄비르 시에다-마흐무드 (2016)[22]
- 찰리 힐 (2017)[23]
- 닥시 아그라왈 (2017)[23]
- 에드 칼루신스키 (2017)[23]
- 힐러리 헌터 (2017)[23]
- 위고 M. 크라프치크 (2017)[23]
- 맷 후라스 (2017)[23]
- 마티아스 스테펜 (2017)[23]
- 레이첼 레이니츠 (2017)[23]
- 샘 라이트스톤 (2017)[23]
- 스리드하르 무피디 (2017)[23]
- 에릭 허너스 (2017)
- 해리 콜라 (2018)[24]
- 제이 감베타 (2018)[24]
- 지아닝 후 (2018)[24]
- 카일 브라운 (2018)[24]
- 마이크 윌리엄스 (2018)[24]
- 폴 테일러 (2018)[24]
- 테레사 하미드 (2018)[24]
- 비제이 나라야난 (2018)[24]
- 앤 코라오 (2019)[25]
- 크리스 페리스 (2019)[25]
- 엘피다 초르차토스 (2019)[25]
- 구스타보 스톨로비츠키 (2019)[25]
- 라크스미 파리다 (2019)[25]
- 람 비스와나탄 (2019)[25]
- 라마 아키라주 (2019)[25]
- 라시크 파마르 (2019)[25]
- 모하메드 아흐메드 (2020)
- 아제이 아프테 (2020)
- 안드레아스 비스와거 (2020)
- 캐서린 크로퍼드 (2020)
- 느두우시 에무차이 (2020)
- 마르크 피아만테 (2020)
- 카일라시 고팔라크리슈난 (2020)
- 살리니 카푸어 (2020)
- 짐 올슨 (2020)
- 에미 올슨 (2020)
- 프란체스카 로시 (2020)
- 란잔 신하 (2020)
- 파리에드 아브라함스 (2021)
- 롤랑 바르시아 (2021)
- 세르게이 브라비 (2021)
- 올리버 다이얼 (2021)
- 앤드류 해틀리 (2021)
- 나타라즈 나가라트남 (2021)
- 니카미 데츠야 (2021)
- 마야 부코비치 (2021)
- 비타 보르트니코프 (2022)
- 제리 차우 (2022)
- 크리스티안 자코비 (2022)
- AB 비제이 쿠마르 (2022)
- 마르셀 미트란 (2022)
- 로잘린드 래드클리프 (2022)
- 카일 샬레 (2023)
- 구라시마 나쓰미 (2023)
- 에펜디 레오반둥 (2023)
- 브라이언 마틴 (2023)
- 아론 보먼 (2024)
- 트렌트 그레이-도널드 (2024)
- 쿠시 바시네이 (2024)

## 참고 문헌
- 매년 IBM 펠로를 지정한 연도의 Corporate Technical Recognition Event (CTRE) 기념 도서에 목록이 실려 있다. 2009년에는 비슷한 Corporate Technical Recognition (CTR) 도서가 출판되었지만, CTRE는 없었다. 다음은 위 목록에서 해당 연도의 이름과 날짜를 확인하는 데 사용되었다:
  - IBM CTRE Book, 1984년 6월 5일–8일, 캘리포니아 샌프란시스코
  - IBM CTRE Book, 1987년 5월 11일–14일, 플로리다 올랜도
  - IBM CTRE Book, 1988년 5월 16일–19일
  - IBM CTRE Book, 1990년 6월 4일–7일, 캘리포니아 샌디에이고
  - IBM CTRE Book, 1995년 6월 5일–8일, 캘리포니아 샌디에이고
  - IBM CTRE Book, 1998년 6월 9일–12일, 캘리포니아 샌프란시스코
  - IBM CTRE Book, 1999년 6월 8일–11일, 플로리다 네이플스
  - IBM CTRE Book, 2000년 6월 5일–8일
  - IBM CTRE Book, 2001년 5월 29일–6월 1일, 플로리다 팜 비치
  - IBM CTRE Book, 2002년 6월 4일–7일, 플로리다 네이플스
  - IBM CTRE Book, 2003년 6월 2일–5일, 애리조나 스코츠데일
  - IBM CTRE Book, 2004년 5월 25일–28일, 플로리다 보카 라톤
  - IBM CTRE Book, 2005년 5월 24일–27일
  - IBM CTRE Book, 2006년 5월 23일–26일
  - IBM CTRE Book, 2007년 5월 14일–17일
  - IBM CTRE Book, 2008년 5월 12일–15일, 애리조나 피닉스
  - IBM CTR Book, 개별 배포, 2009년
  - IBM CTR Book, 개별 배포, 2010년